# Antenne Bayern
Antenne Bayern er en tysk radiostation, der sender i den tyske delstat Bayern. Stationen sender på FM-båndet, og kan også modtages både via satellit på Astra 19.2° Øst på transponder 87 og via internet. Stationen sender mest musik og sender hver lørdag en top-30 hitliste, over blandt lytterne mest populære hits. Lytterne har desuden mulighed for at ringe ind om køer, og andre trafikproblemer.